# Rhyacophila tshiringpa
Rhyacophila tshiringpa är en nattsländeart som beskrevs av Schmid 1970. Rhyacophila tshiringpa ingår i släktet Rhyacophila och familjen rovnattsländor. Inga underarter finns listade i Catalogue of Life.